# Babri
Babri o Bàbries (en llatí Babrius o Babrias, en grec Βάβριος o Βαβρίας), també anomenat Gàbries (Gabrias, Γαβρίας) va ser un poeta grec que va convertir les faules d'Isop en vers. En parla per primer cop l'emperador Julià l'Apòstata, però el poeta va viure abans del temps d'August. Flavi Avià diu que era anterior a Fedre.
La seva obra la va escriure en vers coriàmbic i es titulava Μύθοι i Μυθίαμβοι en deu llibres (segons Suides) o en dos volums (segons Avià). La seva versió, que no té cap mèrit especial, és la base de totes les faules d'Isop que s'han conservat en diverses formes. Més endavant, alguns autors com ara Planudes, van convertir en prosa les obres de Babri, de vegades de forma maldestra, i encara es poden rastrejar els versos coriàmbics en les seves versions. Aquest fet va ser constatat per primer cop per Richard Bentley i confirmat per Thomas Tyrwhitt a la seva dissertació "De Babrio, Fabularum Aesopearum Scriptore" (Londres 1776).